# Električni orgazam
Az Električni orgazam egy szerb együttes, mely 1980 januárjában alakult Belgrádban. Kezdteben new wave-et és punk rockot játszottak, majd a rock felé orientálódtak.

## Tagjai
- Srđan "Gile" Gojković (vokál, gitár)
- Branislav "Banana" Petrović (gitár, 1985-)
- Zoran "Švaba" Radomirović (basszus, 1986-)
- Goran "Čavajda" Čavke (dob, 1980-1994)
- Goran Sinadinović (gitár, 1980)
- Ljubomir "Jovec" Jovanović (gitár, 1980-1984)
- Marina Vulić (basszus, 1980-1981)
- Jovan "Grof" Jovanović (basszus, 1981-1986)
- Ljubomir Đukić (billentyűsök, 1980-1984, 2004-)
- Vlada Funtek (dob, 1994-1996)
- Miloš Velimir (dob, 1996-2002)
- Blagoje "Pače" Nedeljković (dob, 2002-)

## Albumaik
- Električni orgazam (1981)
- Lišće prekriva Lisabon (1982)
- Les Chansones populaires (1983)
- Kako bubanj kaže (1984)
- Distorzija (1986)
- Braćo i sestre (1987)
- Letim, sanjam, dišem (1988)
- Seks, droga, nasilje i strah / Balkan Horor Rock (1992)
- Balkan Horror Rock II / Live (1993)
- Zašto da ne! (1994)
- Živo i akustično (1996)
- A um bum (1999)
- Harmonajzer (2002)
- New Wave (Live 2007) (2007)
- To što vidiš to i jeste (2010)

## Külső hivatkozások
- http://rateyourmusic.com/artist/elektricni_orgazam